# Sote Andreeski
Sote Andreeski (* 12. Mai 1993) ist ein ehemaliger nordmazedonischer Skilangläufer und Biathlet.
Sote Andreeski startete für Olimpic Skii. Von 2008 bis 2021 startete er in internationalen Rennen im Skilanglauf, beginnend mit Rennen im Balkan Cup, später auch in anderen Rennserien wie den FIS-Rennen. Erste internationale Meisterschaften wurden die Nordischen Skiweltmeisterschaften 2009 in Liberec, wo er als 129. in der Qualifikation für den Finaldurchgang im Freistil-Sprint scheiterte. Auch in den nächsten Jahren trat er jeweils bei einem Rennen der Nordischen Skiweltmeisterschaften an: 2011 wurde er in Oslo in derselben Disziplin 113., 2015 in Falun über die Klassik-Strecke 114. 2013 trat er im Fleimstal über 15 Kilometer Freistil an und belegte Platz 140. Bei den Olympischen Jugend-Winterspielen 2012 in Innsbruck erreichte Andreeski Platz 84 in der Klassik-Sprintqualifikation und wurde 88. über 7,5 Kilometer Freistil.
Auch im Biathlonsport trat Andreeski von 2008 bis 2015 in internationalen Rennen an. Seine beiden ersten Rennen, ein Einzel und einen Sprint in Obertilliach beendete er nicht. Im weiteren Saisonverlauf erreichte er als 32. eines Sprints in Bansko seine beste Platzierung in der Rennserie. In Nové Město na Moravě startete er im Rahmen der Juniorenrennen der Sommerbiathlon-Weltmeisterschaften 2010 erstmals bei internationalen Biathlon-Meisterschaften und wurde 27. des Sprints und 25. der Verfolgung. Erste Meisterschaften bei den Männern wurden die Biathlon-Europameisterschaften 2015 in Otepää, wo Andreeski 91. des Einzels, 98. des Sprints und mit Gjorgji Icoski, Toni Stanoeski und Tošo Stanoeski 21. im Staffelrennen wurde.